# Pandoravirus
Pandoravirus er en slægt af meget store vira, med genomer meget større end nogen anden kendt type af virus. Som andre meget store vira, Mimivirus og Megavirus, inficerer pandoravirus amøber, men dens genom, som indeholder 1,9 - 2,5 megabaser af DNA, er i størrelsesordenen dobbelt så stor som megavirus, og det adskiller sig væsentligt fra de andre store vira i udseende og i genom struktur.
Opdagelsen af pandoravirus, blev gjort af et fransk team af videnskabsfolk ledet af Jean-Michel Claverie og hans hustru Chantal Abergel, i juli 2013.
Pandoravirus har en størrelse på cirka 1 µ og har lidt samme kugleform som bakterier. Genomet for den store variant Pandoravirus salinus indeholder ifølge forskerne 2556 formodede proteinkode sekvenser, af hvilke kun 6% har genkendelige træk med andre kendte organismer.
På trods af at virussens navn refererer til den ondsindede myte — Pandoras æske, så udgør virussen ikke nogen fare for menneskeheden.